# محمد شهابی
محمد شهابی (زاده ۱۳۴۱ ویس، اهواز - درگذشته ۱۳۹۳ ملاثانی) مشهور به سلطان المقام، نوازنده سنتور عرب ایرانی بود. وی پس از سال‌ها نوازندگی سنتور بعد از گذراندن دوره دو ساله بیماری بر اثر بیماری سرطان در دی ماه ۱۳۹۳ جان باخت.

## زندگینامه
شهابی تسلط کامل بر اصیل‌ترین مقام‌های استان خوزستان از جمله مقام حکیمی داشت. وی در آخرین جشنواره محلی فجر در کرمان سال ۱۳۹۲ به همراه گروه «تراث الاهواز» شرکت کرد، که موفق به کسب مقام نخست شدند. شهابی همچنین در مراسم‌های موسیقی خارج از کشور نیز شرکت داشت. وی برای خوانندگان معروف خوزستان از جمله عبدالامیر ادریس، علی نیسی، حمدی صالح و... نوازندگی کرده است. در پی درگذشت شهابی، مدیر کل فرهنگ و ارشاد اسلامی خوزستان و رئیس انجمن موسیقی این استان به طور جداگانه پیام‌های تسلیت ارسال کردندند. همچنین قرار شد یکی از شب‌های جشنواره موسیقی استان را به نام این نوازنده نامگذاری کنند. تعدادی از فعالان فرهنگی هنری استان نیز نسبت به کم توجهی مسئولان استانی نسبت به این هنرمند اعلام نارضایتی کرده بودند.